# Hrvatski telekom Prva liga 2021/2022
Prva hrvatska nogometna liga 2021/2022 (oficiálně nazvaná podle sponzora Hrvatski telekom Prva liga) byla 31. ročníkem nejvyšší chorvatské fotbalové soutěže. Účastnilo se jí 10 klubů.

## Týmy
23. dubna 2021 chorvatská fotbalová federace oznámila první vlnu udělení licencí pro ročník 2019-20. Pro tuto sezonu obdrželo nejvyšší licenci 11 klubů: Cibalia,  Dinamo Záhřeb, Gorica, Hajduk Split, Hrvatski Dragovoljac, Istra 1961, Lokomotiva Záhřeb, Osijek, Rijeka, Slaven Belupo a Varaždin. Všechny tyto týmy (až na Cibaliu a Hrvatski Dragovoljac) také obdržely licenci pro účast v soutěžích UEFA.

### Stadiony a lokace
| Dinamo Záhřeb        | Gorica | Hajduk Split | Hrvatski Dragovoljac  |
| -------------------- | --- | --- | --------------------- |
| Stadion Maksimir     | Gradski stadion Velika Gorica | Stadion Poljud | Stadion Kranjčevićeva |
| Kapacita: 35,123     | Kapacita: 5,000 | Kapacita: 34,198 | Kapacita: 5,350       |
|                      | | |                       |
| Istra 1961           | Záhřeb Gorica Hajduk Split Istra 1961 Osijek Rijeka Slaven Šibenik Zagreb clubs: Dinamo · Dragovoljac · Lokomotiva Lokace týmů v sezoně Prva HNL 2021–22 | Záhřeb Gorica Hajduk Split Istra 1961 Osijek Rijeka Slaven Šibenik Zagreb clubs: Dinamo · Dragovoljac · Lokomotiva Lokace týmů v sezoně Prva HNL 2021–22 | Lokomotiva            |
| Stadion Aldo Drosina | Záhřeb Gorica Hajduk Split Istra 1961 Osijek Rijeka Slaven Šibenik Zagreb clubs: Dinamo · Dragovoljac · Lokomotiva Lokace týmů v sezoně Prva HNL 2021–22 | Záhřeb Gorica Hajduk Split Istra 1961 Osijek Rijeka Slaven Šibenik Zagreb clubs: Dinamo · Dragovoljac · Lokomotiva Lokace týmů v sezoně Prva HNL 2021–22 | Stadion Kranjčevićeva |
| Kapacita: 9,800      | Záhřeb Gorica Hajduk Split Istra 1961 Osijek Rijeka Slaven Šibenik Zagreb clubs: Dinamo · Dragovoljac · Lokomotiva Lokace týmů v sezoně Prva HNL 2021–22 | Záhřeb Gorica Hajduk Split Istra 1961 Osijek Rijeka Slaven Šibenik Zagreb clubs: Dinamo · Dragovoljac · Lokomotiva Lokace týmů v sezoně Prva HNL 2021–22 | Kapacita: 8,850       |
|                      | Záhřeb Gorica Hajduk Split Istra 1961 Osijek Rijeka Slaven Šibenik Zagreb clubs: Dinamo · Dragovoljac · Lokomotiva Lokace týmů v sezoně Prva HNL 2021–22 | Záhřeb Gorica Hajduk Split Istra 1961 Osijek Rijeka Slaven Šibenik Zagreb clubs: Dinamo · Dragovoljac · Lokomotiva Lokace týmů v sezoně Prva HNL 2021–22 |                       |
| Osijek               | Rijeka | Slaven Belupo | Šibenik               |
| Stadion Gradski vrt  | Stadion Rujevica | Stadion Ivan Kušek-Apaš | Stadion Šubićevac     |
| Kapacita: 17,061     | Kapacita: 8,279 | Kapacita: 3,205 | Kapacita: 3,412       |
|                      | | |                       |

| Klub                 | Město         | Stadión                 | Kapacita | Ref.   |
| -------------------- | ------------- | ----------------------- | -------- | ------ |
| Dinamo Záhřeb        | Záhřeb        | Maksimir                | 35,123   | [ 2 ]  |
| Gorica               | Velika Gorica | ŠRC Velka Gorica        | 5,000    | [ 3 ]  |
| Hajduk Split         | Split         | Poljud                  | 34,198   | [ 4 ]  |
| Hrvatski Dragovoljac | Záhřeb        | Kranjčevićeva1          | 5,350    | [ 5 ]  |
| Istra 1961           | Pula          | Stadion Aldo Drosina    | 10,000   | [ 6 ]  |
| Lokomotiva2          | Záhřeb        | Kranjčevićeva           | 5,350    | [ 5 ]  |
| Osijek               | Osijek        | Gradski vrt             | 17,061   | [ 7 ]  |
| Rijeka               | Rijeka        | Rujevica                | 8,279    | [ 8 ]  |
| Slaven Belupo        | Koprivnica    | Stadion Ivan Kušek-Apaš | 3,205    | [ 9 ]  |
| Šibenik              | Šibenik       | Šubićevac               | 3,412    | [ 10 ] |

- 1 Hrvatski Dragovoljacodehraje domácí zápasy na Stadionu Kranjčevićeva. Stadion patří týmu NK Zagreb.
- 2 Lokomotiva odehraje domácí zápasy na Stadionu Kranjčevićeva. Stadion patří týmu NK Zagreb.

| Hodnota | Administrativní dělení Chorvatska | Počet týmů | Klub(y)                                          |
| ------- | --------------------------------- | ---------- | ------------------------------------------------ |
| 1       | Záhřeb                            | 3          | Dinamo Záhřeb, Hrvatski Dragovoljac a Lokomotiva |
| 2       | Koprivnicko-križevecká župa       | 1          | Slaven Belupo                                    |
| 2       | Osijecko-baranjská župa           | 1          | Osijek                                           |
| 2       | Přímořsko-gorskokotarská župa     | 1          | Rijeka                                           |
| 2       | Splitsko-dalmatská župa           | 1          | Hajduk Split                                     |
| 2       | Šibenicko-kninská župa            | 1          | Šibenik                                          |
| 2       | Záhřebská župa                    | 1          | Gorica                                           |

### Vedení a dresy
| Klub                 | Trenér             | Kapitán            | Výrobce dresů | Sponzor                   |
| -------------------- | ------------------ | ------------------ | ------------- | ------------------------- |
| Dinamo Záhřeb        | Ante Čačić         | Arijan Ademi       | Adidas        | PSK                       |
| Gorica               | Samir Toplak       | Matija Dvorneković | Alpas         | Admiral Bet               |
| Hajduk Split         | Valdas Dambrauskas | Lovre Kalinić      | Macron        | Tommy                     |
| Hrvatski Dragovoljac | Dragan Tadić       | Zvonimir Šubarić   | Macron        | —                         |
| Istra 1961           | Gonzalo García     | Slavko Blagojević  | Kelme         | Croatia Osiguranje        |
| Lokomotiva           | Silvijo Čabraja    | Josip Pivarić      | Adidas        | —                         |
| Osijek               | Nenad Bjelica      | Mile Škorić        | 2Rule         | Mészáros és Mészáros Kft. |
| Rijeka               | Goran Tomić        | Hrvoje Smolčić     | Joma          | Sava Osiguranje           |
| Slaven Belupo        | Zoran Zekić        | Goran Paracki      | Adidas        | Belupo                    |
| Šibenik              | Dean Računica      | Mario Ćurić        | Macron        | —                         |

## Tabulka
| Poř. | Tým                      | Z  | V  | R  | P  | VG | OG | B  |
| ---- | ------------------------ | -- | -- | -- | -- | -- | -- | -- |
| 1.   | Dinamo Záhřeb (C)        | 36 | 24 | 7  | 5  | 68 | 22 | 79 |
| 2.   | Hajduk Split             | 36 | 21 | 9  | 6  | 64 | 31 | 72 |
| 3.   | Osijek                   | 36 | 19 | 12 | 5  | 49 | 29 | 69 |
| 4.   | Rijeka                   | 36 | 20 | 5  | 11 | 71 | 51 | 65 |
| 5.   | Lokomotiva Záhřeb        | 36 | 12 | 13 | 11 | 55 | 50 | 49 |
| 6.   | Gorica                   | 36 | 12 | 9  | 15 | 43 | 50 | 45 |
| 7.   | Slaven Belupo            | 36 | 9  | 9  | 18 | 35 | 54 | 36 |
| 8.   | Šibenik                  | 36 | 9  | 5  | 22 | 46 | 75 | 32 |
| 9.   | Istra 1961               | 36 | 7  | 10 | 19 | 42 | 67 | 31 |
| 10.  | Hrvatski Dragovoljac (N) | 36 | 4  | 7  | 25 | 31 | 75 | 19 |

Poznámky:
- Z = Odehrané zápasy; V = Vítězství; R = Remízy; P = Prohry; VG = Vstřelené góly; OG = Obdržené góly; B = Body
- (N) = nováček (předchozí sezónu hrál nižší soutěž a postoupil), (C) = obhájce titulu

|  | Postup do 2. předkola Ligy mistrů UEFA 2022/2023               |
|  | Postup do 3. předkola Evropské konferenční ligy UEFA 2022/2023 |
|  | Postup do 2. předkola Evropské konferenční ligy UEFA 2022/2023 |
|  | Sestup do druhé ligy 2020/2021                                 |

## Statistiky
zdroj: stav k 21. květnu 2021

### Góly
| Poř. | Hráč             | Tým           | Gól |
| ---- | ---------------- | ------------- | --- |
| 1    | Marko Livaja     | Hajduk Split  | 28  |
| 2    | Josip Drmić      | Rijeka        | 21  |
| 3    | Dion Drena Beljo | Istra 1961    | 15  |
| 4    | Mislav Oršić     | Dinamo Zagreb | 14  |
| 5    | Marko Dabro      | Lokomotiva    | 13  |
| 6    | Robert Murić     | Rijeka        | 11  |
| 7    | Marin Jakoliš    | Šibenik       | 10  |
| 7    | Ivan Krstanović  | Slaven Belupo | 10  |
| 7    | Sandro Kulenović | Lokomotiva    | 10  |
| 7    | Haris Vučkić     | Rijeka        | 10  |
| 7    | Ivan Delić       | Šibenik       | 10  |